# Équipe cycliste Lotto (1985-2004)
Pour les articles homonymes, voir Équipe cycliste Lotto (homonymie).
L'équipe Lotto est une ancienne formation belge de cyclisme sur route, ayant existé entre 1985 et 2004. En 2005, la loterie nationale belge Lotto a poursuivi le sponsoring d'équipe cycliste avec l'équipe Omega Pharma-Lotto, propriété de la société Omega Pharma, jusqu'à fin 2011. En 2012, Lotto crée une nouvelle équipe, Lotto-Belisol (devenue Lotto-Soudal, puis Lotto Dstny, puis Lotto en 2025), dont elle est propriétaire.

## Historique
L'équipe Lotto est née en 1985. Elle débute sous la houlette de l'ancien coureur Walter Godefroot alors secondé par Patrick Lefevere (ils travaillaient déjà ensemble chez Capri-Sonne).
A ses débuts, la formation est quasiment exclusivement composée de coureurs Belges. Mais en 1995, alors que la formation est sélectionnée pour le Tour de France, seuls 2 de ses coureurs terminent la Grande Boucle. Jean-Luc Vandenbroucke obtient alors de ses sponsors l'autorisation d'élargir le recrutement à d'autres nationalités.
En 2002, l'équipe fait une excellente affaire en recrutant l'australien Robbie McEwen, qui fera une saison triomphante. Sur le Tour de France, il remporte deux victoires d'étapes, dont celle des Champs-Élysées, et obtient son premier maillot vert, mettant fin à six ans de domination du sprinter allemand Erik Zabel. Il remporte également deux étapes sur le Tour d'Italie, deux semi-classiques en Belgique : Paris-Bruxelles et le Grand Prix de l'Escaut ; ainsi que les classements finals de l'Étoile de Bessèges et du Circuit franco-belge. Il conclut cette saison par une médaille d'argent au championnat du monde à Zolder. Le classement UCI de fin de saison le place au quatrième rang mondial.
En début de saison 2003, l'équipe Lotto fusionne avec sa rivale belge Domo,. Et lors des 2 saisons suivantes, McEwen continue de briller (2 étapes sur le Giro 2003, 2 étapes sur le Tour 2004 et le maillot vert), même si la concurrence fait rage.
Fin 2004, la formation disparait, remplacée par une nouvelle équipe cycliste créée par la société Omega Pharma. Il s'agit de l'équipe Davitamon-Lotto dans laquelle on retrouve Peter Van Petegem, Axel Merckx et McEwen.

## Liste des co-sponsors
- Eddy Merckx : 1985-1988
- Joker : Tour de France 1986-1987
- Super Club : 1990-1991[9]
- Belgacom : 1992-1993[10]
- Isoglass : 1995-1997
- Mobistar : 1997-1999[11]
- Adecco : 2000-2002[12]
- Domo : 2003-2004[13]

## Directeurs sportifs et managers
- 1985-1987 : Walter Godefroot, Patrick Lefevere
- 1988 : Walter Godefroot,  Jean-Luc Vandenbroucke
- 1989-1999 : Jean-Luc Vandenbroucke[10], Jef Braeckevelt
- 2000-2002 : Christophe Sercu (Manager), Jef Braeckevelt, Claude Criquielion, Walter Planckaert
- 2003-2004 : Christophe Sercu (Manager)[7], Marc Sergeant[7], Claude Criquielion[14], Hendrik Redant[7]

## Principaux coureurs
| Nom                      | Pays        | De   | A    |
| ------------------------ | ----------- | ---- | ---- |
| Peter Van Petegem        | Belgique    | 1993 | 1993 |
| Andreï Tchmil            | Belgique    | 1995 | 2002 |
| Johan Museeuw            | Belgique    | 1990 | 1992 |
| Robbie McEwen            | Australie   | 2002 | 2004 |
| Peter Farazijn           | Belgique    | 1993 | 1998 |
| Mario Aerts              | Belgique    | 1998 | 2002 |
| Glenn D'Hollander        | Belgique    | 2000 | 2004 |
| Djamolidine Abdoujaparov | Ouzbékistan | 1997 | 1997 |
| Thierry Marichal         | Belgique    | 1998 | 2004 |
| Michel Dernies           | Belgique    | 1985 | 1988 |
| Jacky Durand             | France      | 1999 | 2000 |
| Paul Haghedooren         | Belgique    | 1985 | 1988 |
| Wilfried Nelissen        | Belgique    | 1995 | 1996 |
| Mauro Ribeiro            | Brésil      | 1994 | 1994 |
| Benjamin Van Itterbeeck  | Belgique    | 1986 | 1990 |
| Frank Corvers            | Belgique    | 1995 | 1996 |
| Ludo Dierckxsens         | Belgique    | 1998 | 1998 |
| Michel Vanhaecke         | Belgique    | 1993 | 1994 |
| Frank Vandenbroucke      | Belgique    | 1994 | 1994 |
| Carlo Bomans             | Belgique    | 1986 | 1988 |
| Ludwig Willems           | Belgique    | 1997 | 1998 |
| Fabien De Waele          | Belgique    | 1997 | 2001 |
| Bart Leysen              | Belgique    | 1997 | 1998 |
| Rik Verbrugghe           | Belgique    | 1996 | 2004 |
| Scott Sunderland         | Australie   | 1995 | 1996 |
| Claude Criquielion       | Belgique    | 1990 | 1991 |
| Mario De Clercq          | Belgique    | 1993 | 1996 |
| Peter De Clercq          | Belgique    | 1988 | 1995 |
| Hendrik Van Dijck        | Belgique    | 2001 | 2001 |
| Stive Vermaut            | Belgique    | 2001 | 2002 |
| Hans De Clercq           | Belgique    | 2001 | 2004 |
| Kurt Van De Wouwer       | Belgique    | 1998 | 2002 |
| Benoît Salmon            | France      | 1997 | 1997 |
| Johan Bruyneel           | Belgique    | 1990 | 1991 |
| Jo Planckaert            | Belgique    | 1997 | 1999 |
| Laurent Madouas          | France      | 1997 | 1998 |

## Principales victoires
Classiques
- Grand Prix de Francfort : 1988 (Michel Dernies)
- Kuurne-Bruxelles-Kuurne : 1990 (Hendrik Redant)
- Grand Prix E3 : 1992 (Johan Museeuw)
- Grand Prix E3 : 1994 (Andreï Tchmil)
- Paris-Bourges : 1998 (Ludo Dierckxsens )
- Kuurne-Bruxelles-Kuurne : 1999 (Jo Planckaert)
- Milan-San Remo : 1999 (Andreï Tchmil)[15]
- Kuurne-Bruxelles-Kuurne : 2000 (Andreï Tchmil)
- Tour des flandres : 2000 (Andreï Tchmil)[16]
- Grand Prix E3 : 2001 (Andreï Tchmil)
- Flèche wallonne : 2001 (Rik Verbrugghe)[12]
- Circuit Het Volk : 2002 (Peter Van Petegem)
- Paris-Bruxelles : 2002 (Robbie McEwen)
- Tour des flandres : 2003 (Peter Van Petegem)[17]
- Paris-Roubaix : 2003 (Peter Van Petegem)[13]

Courses par étapes
- Tour de France
  - 20 participations
  - 9 victoires d'étapes : 
    - 2 en 1990 : Johan Museeuw (2)
    - 2 en 1992 : Peter De Clercq , Jan Nevens
    - 2 en 2001 : Rik Verbrugghe, Serge Baguet
    - 1 en 2002 : Robbie McEwen
    - 2 en 2004 : Robbie McEwen (2)[18]
- 1 victoire au classement par points : Robbie McEwen 2002
- Tour d'talie
  - 7 victoires d'étapes : 
    - 1 en 2001 : Rik Verbrugghe
    - 3 en 2002 : Rik Verbrugghe,  Robbie McEwen (2)
    - 2 en 2003 : Robbie McEwen (2)
    - 1 en 2004 : Robbie McEwen

Championnats nationaux
- Championnat de Belgique sur route : 1985 (Paul Haghedooren)
- Championnat de Belgique sur route : 1992 (Johan Museeuw )
- Championnat de Belgique sur route : 1995 (Wilfried Nelissen)